# Прапор Алагоасу
Прапор штату Алагоасу (Бразилія) було створено законом штату Алагоасу № 2628 від 23 вересня 1963 року. Кольори (червоний, білий і синій) відносяться до французького триколору, що символізує ідеали Французької революції: liberté, égalité, fraternité.

## Символізм
Герб символізує перше місто Порто-Кальво.
Щити, що представляють три історичні села штату, сучасні Порто-Кальво, Марешаль-Деодоро та Пенедо.
Три риби представляють три головні та найбільші лагуни тодішнього міста: Мундау, Мангуаба та Жекіа, а також рибальство. Зелені букети в центрі прапора зображують цукрову тростину та бавовну.

П'ятикутна срібна зірка є бразильською геральдичною традицією і відноситься до зірки на гербі Бразилії. Це також відноситься до Хіно де Алагоас, що належить до штату як до «яскравої зірки» (порт. estrela radiosa).

Неофіційний прапор Алагоас.
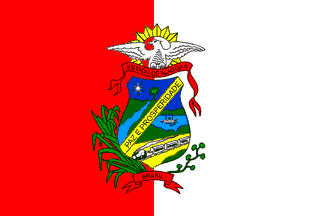
Старий прапор Алагоасу (1894–1963).